# Hypena griseipennis
Hypena griseipennis är en fjärilsart som beskrevs av Moore 1882. Hypena griseipennis ingår i släktet Hypena och familjen nattflyn. Inga underarter finns listade i Catalogue of Life.